# Kazuki Kuranuki
Kazuki Kuranuki (japanisch 倉貫 一毅 Kuranuki Kazuki; * 10. November 1978 in der Präfektur Shiga) ist ein ehemaliger japanischer Fußballspieler.

## Karriere
Kuranuki erlernte das Fußballspielen in der Schulmannschaft der Shizuoka Gakuen High School. Seinen ersten Vertrag unterschrieb er 1997 bei den Júbilo Iwata. Der Verein spielte in der höchsten Liga des Landes, der J1 League. 2000 wechselte er zum Zweitligisten Ventforet Kofu. Am Ende der Saison 2005 stieg der Verein in die J1 League auf. Für den Verein absolvierte er 246 Spiele. 2007 wechselte er zum Zweitligisten Kyoto Sanga FC. Am Ende der Saison 2007 stieg der Verein in die J1 League auf. Für den Verein absolvierte er 35 Spiele. Im Juni 2006 wechselte er zum Zweitligisten Tokushima Vortis. Für den Verein absolvierte er 137 Spiele. 2012 wechselte er zum Ligakonkurrenten Kyoto Sanga FC. Für den Verein absolvierte er 27 Spiele. 2014 wechselte er zum Drittligisten Gainare Tottori. Für den Verein absolvierte er 32 Spiele. Ende 2014 beendete er seine Karriere als Fußballspieler.

## Erfolge

### Spieler
Júbilo Iwata
- Japanischer Meister: 1997, 1999
- Japanischer Vizemeister: 1998
- Japanischer Ligapokalsieger: 1998
- Japanischer Ligapokalfinalist: 1997